# Plesiobracon cincticauda
Plesiobracon cincticauda är en stekelart som först beskrevs av Günther Enderlein 1920.  Plesiobracon cincticauda ingår i släktet Plesiobracon och familjen bracksteklar. Inga underarter finns listade i Catalogue of Life.